# Norrländska mästerskapet i fotboll 1942
Norrländska mästerskapet i fotboll 1942 vanns av GIF Sundsvall.

## Matcher

### Kvalomgång
- 14 juni 1942: Bodens BK-Malmbergets AIF 12-0
- 14 juni 1942: IFK Holmsund-Skellefteå AIK 3-2
- 14 juni 1942: Järpens IF-GIF Sundsvall 0-2

### Semifinaler
- 21 juni 1942: Bodens BK-IFK Holmsund 0-1
- 28 juni 1942: GIF Sundsvall-Kramfors IF 4-1

### Final
- 19 juli 1942: GIF Sundsvall-IFK Holmsund 2-1